# Julien Duval
Julien Duval (Évreux, Eure, 27 de maig de 1990) és un ciclista francès, professional des del 2013 i actualment a l'equip AG2R La Mondiale. Combina la carretera amb el ciclisme en pista, on ha aconseguit diferents campionats nacionals.

## Palmarès en pista
- 2008
  -  Campió d'Europa júnior en Persecució per equips (amb Julien Morice, Erwan Téguel i Emmanuel Kéo)
- 2010
  -  Campió de França en Òmnium
- 2011
  -  Campió de França en Madison (amb Alexandre Lemair)
- 2011
  -  Campió de França en Persecució per equips (amb Alexandre Lemair, Alexis Gougeard i Kévin Lesellier)
- 2013
  -  Campió de França en Persecució
  -  Campió de França en Madison (amb Morgan Kneisky)

## Palmarès en ruta
- 2012
  - Vencedor d'una etapa al Tour de Mareuil-Verteillac-Ribérac

### Resultats a la Volta a Espanya
- 2017. 108è de la classificació general
- 2018. 157è de la classificació general